# Munningen
Munningen – miejscowość i gmina w Niemczech, w kraju związkowym Bawaria, w rejencji Szwabia, w regionie Augsburg, w powiecie Donau-Ries, wchodzi w skład wspólnoty administracyjnej Oettingen in Bayern. Leży około 25 km na północny zachód od Donauwörth, nad rzeką Wörnitz.

## Dzielnice
W skład gminy wchodzą następujące dzielnice:
- Munningen
- Schwörsheim
- Laub
- Haid

## Polityka
Wójtem gminy jest Friedrich Hertle, rada gminy składa się z 12 osób.
|      | FWG/VWG | WG Laub | DG/FWG Schwörsheim | Razem |
| 2008 | 4       | 4       | 4                  | 12    |
| 2002 | 4       | 4       | 4                  | 12    |